# Yeolhyeolsaje
Yeolhyeolsaje (열혈사제?, 熱血司祭?; lett. "Il prete passionale"), anche nota con il titolo internazionale The Fiery Priest, è una serie televisiva sudcoreana trasmessa su SBS TV. La prima stagione è andata in onda dal 15 febbraio al 20 aprile in 40 episodi da 35 minuti, mentre la seconda, in 12 episodi da 70 minuti, ha esordito l'8 novembre 2024 e si è conclusa il 27 dicembre successivo.
È stata la serie televisiva più vista in Corea del Sud nel 2019.

## Trama
Padre Michael, un ex agente del NIS che ha preso i voti diventando un prete cattolico, si mette sulle tracce degli assassini di un anziano sacerdote per portarli davanti alla giustizia. L'impresa si rivela più ardua del previsto quando il procuratore si rifiuta di collaborare perché corrotto.

## Personaggi e interpreti
- Padre Michael/Kim Hae-il, interpretato da Kim Nam-gil e Moon Woo-jin (da giovane)
- Goo Dae-young, interpretato da Kim Sung-kyun
- Angela/Park Kyung-sun, interpretata da Honey Lee
- Hwang Cheol-bum (st. 1), interpretato da Ko Jun
- Seo Seung-ah (st. 1), interpretata da Keum Sae-rok
- Jacob/Kim Hong-sik (st. 2), interpretato da Sung Joon
- Nam Du-heon (st. 2), interpretato da Seo Hyun-woo
- Goo Ja-yeong (st. 2), interpretata da Kim Hyeong-seo

## Produzione
Originariamente prevista per andare in onda il lunedì e il martedì, è poi diventata la prima fiction di SBS ad andare in onda nella neonata fascia serale del venerdì/sabato.

## Riconoscimenti
- Baeksang Arts Award[6]
  - 2019 – Candidatura Miglior attore a Kim Nam-gil
- Grimae Award[7]
  - 2019 – Miglior attore a Kim Nam-gil
  - 2019 – Miglior fotografia in una fiction a Yoon Dae-young e Park Jong-ki
- Korea Drama Award[8]
  - 2019 – Star dell'anno a Ko Jun
  - 2019 – Personaggio maschile popolare a Ahn Chang-wan
  - 2019 – Candidatura Miglior fiction
  - 2019 – Candidatura sceneggiatura a Park Jae-beom
- SBS Drama Award[9][10]
  - 2019 – Gran premio
  - 2019 – Premio all'alta eccellenza, attrice in una fiction di media lunghezza a Honey Lee
  - 2019 – Premio all'eccellenza, attore in una fiction di media lunghezza a Kim Sung-kyun
  - 2019 – Miglior team di supporto
  - 2019 – Miglior attore secondario a Ko Jun
  - 2019 – Miglior attore emergente a Eum Moon-suk
  - 2019 – Miglior attrice emergente a Keum Sae-rok
  - 2019 – Premio Wayve
  - 2019 – Candidatura premio all'alta eccellenza, attore in una fiction di media lunghezza a Kim Nam-gil
  - 2019 – Candidatura Premio dei produttori a Kim Nam-gil
  - 2024 – Premio all'alta eccellenza, attore in una fiction stagionale a Kim Nam-gil
  - 2024 – Premio all'alta eccellenza, attrice in una fiction stagionale a Honey Lee
  - 2024 – Premio all'eccellenza, attore in una fiction stagionale a Kim Sung-kyun
  - 2024 – Premio all'eccellenza, attore in una fiction stagionale a Sung Joon
  - 2024 – Premio all'eccellenza, attrice in una fiction stagionale a Kim Hyeong-seo
  - 2024 – Miglior attore secondario in una fiction stagionale a Seo Hyun-woo
  - 2024 – Miglior attore emergente a Seo Bum-june
  - 2024 – Miglior giovane attore a Moon Woo-jin
  - 2024 – Premio rubascena a Ko Kyu-pil
  - 2024 – Premio rubascena a Ahn Chang-wan
  - 2024 – Candidatura Gran premio
- Seoul International Drama Award[11]
  - 2019 – Eccellente fiction coreana
  - 2019 – Miglior attore a Kim Nam-gil